# Municipio de Cardington
El municipio de Cardington (en inglés: Cardington Township) es un municipio ubicado en el condado de Morrow en el estado estadounidense de Ohio. En el año 2010 tenía una población de 3095 habitantes y una densidad poblacional de 50,09 personas por km².

## Geografía
El municipio de Cardington se encuentra ubicado en las coordenadas 40°31′12″N 82°54′50″O / 40.52000, -82.91389. Según la Oficina del Censo de los Estados Unidos, el municipio tiene una superficie total de 61.78 km², de la cual 61,78 km² corresponden a tierra firme y (0 %) 0 km² es agua.

## Demografía
Según el censo de 2010, había 3095 personas residiendo en el municipio de Cardington. La densidad de población era de 50,09 hab./km². De los 3095 habitantes, el municipio de Cardington estaba compuesto por el 98,26 % blancos, el 0,1 % eran afroamericanos, el 0,06 % eran amerindios, el 0,23 % eran asiáticos, el 0,26 % eran de otras razas y el 1,1 % eran de una mezcla de razas. Del total de la población el 0,55 % eran hispanos o latinos de cualquier raza.